# Gammakamera

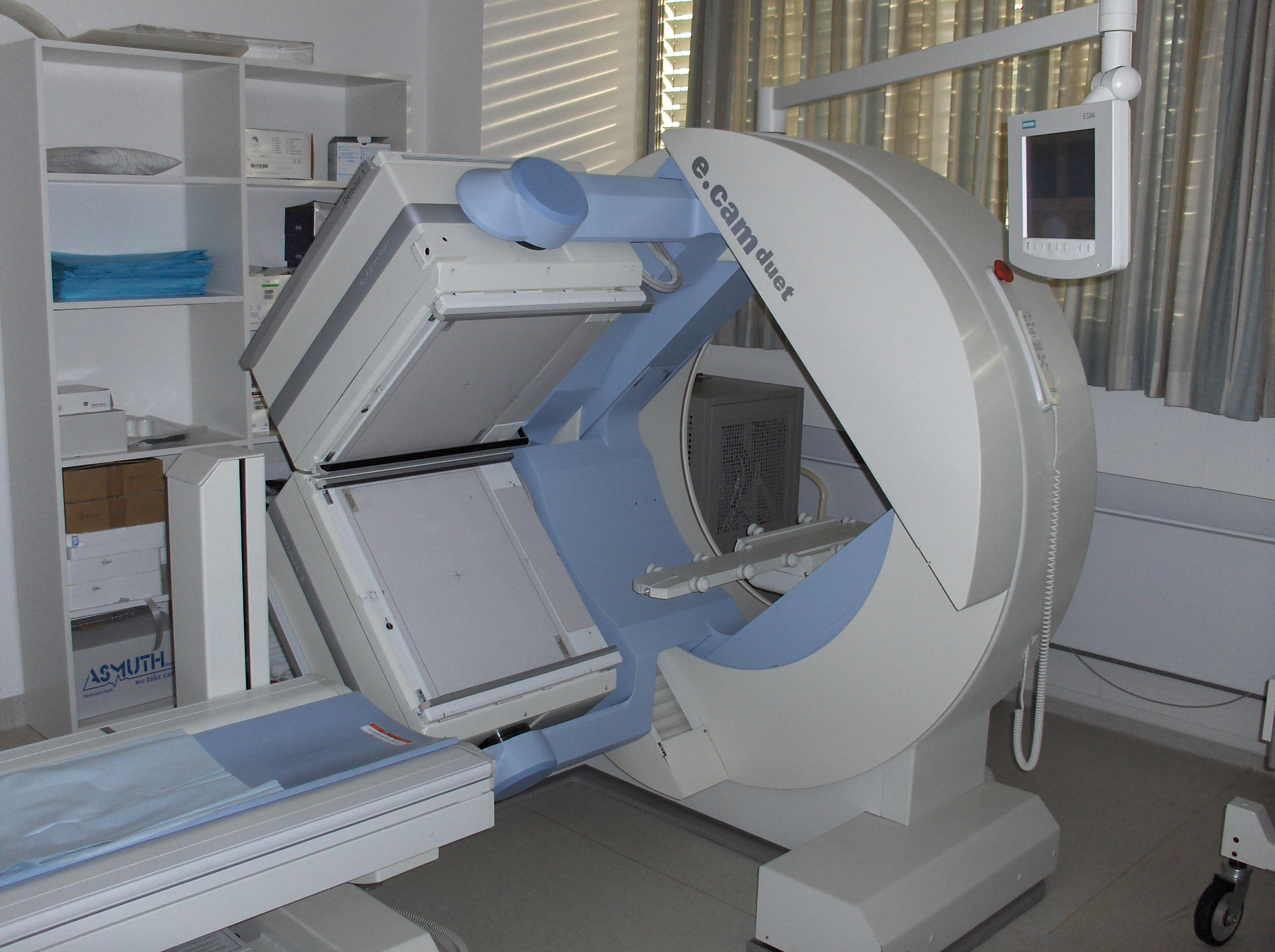
Zwei-Kopf Gammakamera (Siemens e.cam duet).
Die beiden Kollimatoren stehen in Position für eine Myokardszintigraphie.

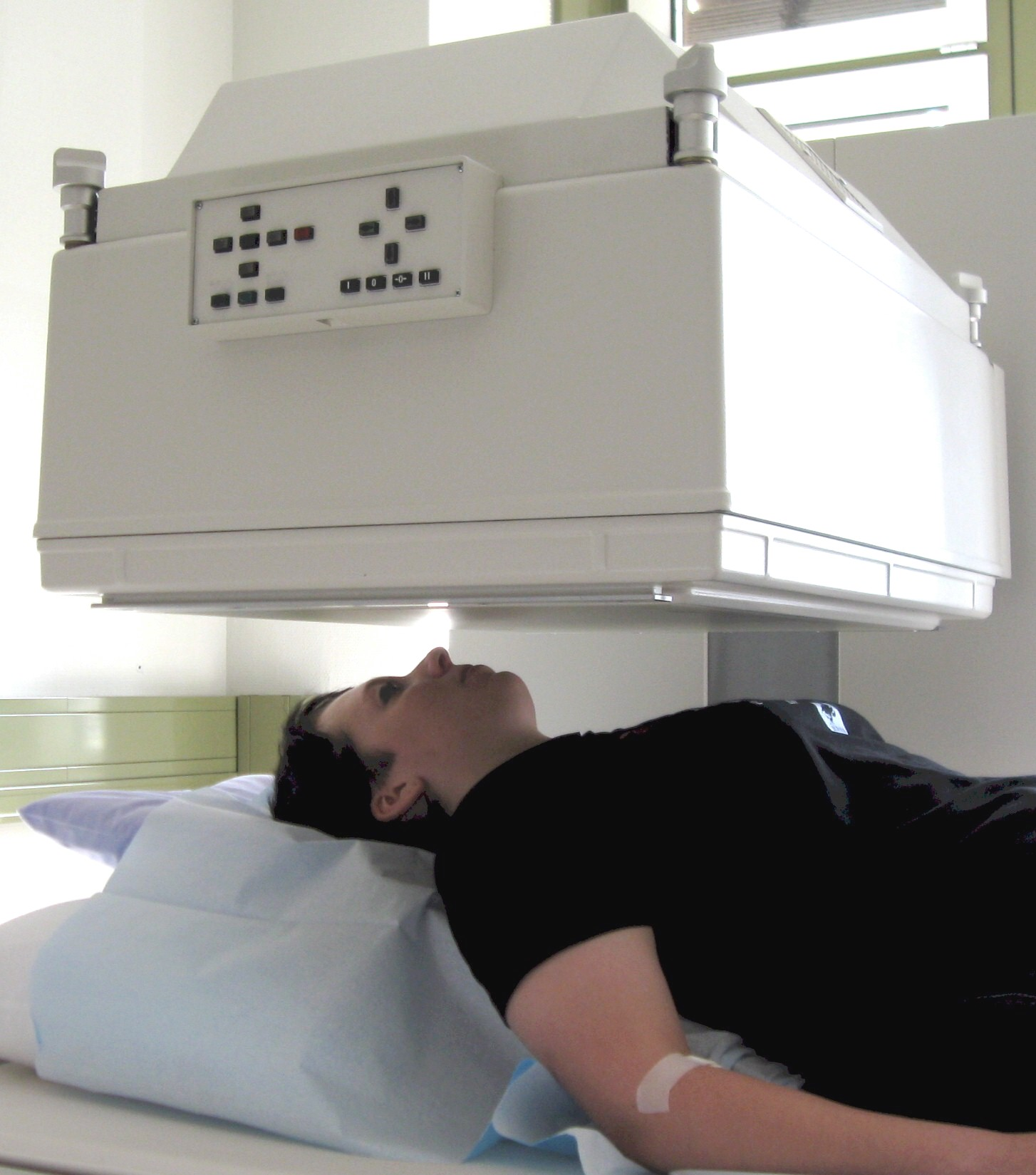
Patient unter Gammakamera (Schilddrüsen-Szintigraphie).

Die Gammakamera (auch Anger-Kamera genannt, nach ihrem Erfinder Hal Anger; selten auch als Szintigraph bezeichnet) ist ein diagnostisches Gerät in der Nuklearmedizin.
Mit Hilfe dieser Langzeitkamera können Verteilungsmuster von γ-strahlenden Radionukliden (z. B. 131I oder 99mTc) im Patienten dargestellt werden, die dem Arzt Aufschluss über pathologische Veränderungen geben können. Die Gammakamera besitzt eine Array-artige Anordnung von Szintillationszählern, so dass letztlich eine räumlich auflösende Struktur entsteht, da die isotopischen Anhäufungen im menschlichen Körper dargestellt werden. (Markierer)-Gammakameras bestehen aus Kollimatorblende, Szintillationskristall, Lichtleiter und Photomultiplier. Die Auswahl der Kollimatorblenden erfolgt je nach Energie des verwendeten Radionuklids und gewünschter Bildauflösung.
Seit etwa der Jahrtausendwende werden anstelle von Szintillationskristallen mit Photomultiplier auch Detektoren auf Basis von Cadmiumzinktellurid verwendet.
Das Bild, das mit einer Gammakamera erstellt wird, nennt man Szintigramm oder Szintigrafie (siehe dort für konkrete Anwendungen).
Vorläufer der Gammakamera war der in den 1960er Jahren gebräuchliche Scanner, das ursprüngliche bildgebende Gerät in der Nuklearmedizin: Ein sogenannter Scannerkopf – bestehend aus (auswechselbarem) Bleikollimator, Szintillator (gekapselter Tl-dotierter NaI-Kristall), Lichtleiter (z. B. Silikonfett), Photomultiplier und Vorverstärker – bewegte sich zeilenförmig über das zu untersuchende Organ und registrierte hierbei die regionale  Strahlungsintensität. Diese wurde im Photomultiplier in eine entsprechende elektrische Impulsdichte umgesetzt und schließlich (evtl. auch farbig codiert) als mehr oder weniger dichtes Strichmuster zu Papier gebracht.